# Premier Foods
Premier Foods plc er en britisk fødevarevirksomhed med hovedkvarter i St Albans, Hertfordshire. Koncernen har flere kendte fødevarebrands, hvilket inkluderer Mr Kipling, Ambrosia, Bird's Custard, Angel Delight, Homepride cooking sauces, Lyons, Sharwood's, Loyd Grossman sauces, Oxo, Bisto, Batchelors og Plantastic. Virksomheden blev etableret i London i 1975 som Hillsdown Holdings.